# Зікрачі
Зікрачі́ — село в Україні, у Кагарлицькій міській громаді Обухівського району Київської області. Населення становить 68 осіб. До 1992 року село підпорядковувалося Халчанській сільській раді, у 1992—2020 роках — адміністративний центр Зікрачівської сільської ради, нині орган місцевого самоврядування — Кагарлицька міська громада. Село належить до історико-етнографічного регіону Середнє Подніпров'я (Наддніпрянщина).

## Географія
Село Зікрачі розкинулося на березі річки Леглич, правої притоки Дніпра та за 78 км від обласного центру, 34 км від районного центру і 18 км від адміністративного центру міської громади. За 17 км знаходиться найближча залізнична станція Озерний, розташована на лінії Київ — Миронівка.
Вулиці
У Зікрачах налічується 9 вулиць та 1 провулок.
- Будівельна
- Комінтерна
- Незалежності (Леніна)
- Нова
- Перемоги
- Садова
- Франка Івана
- Хмельницького Богдана
- Шевченка Тараса

Провулки
- Березняки

## Населення
| 1792 | 631  |
| 1895 | 1289 |
| 1900 | 1618 |
| 1925 | 1860 |
| 1926 | 1729 |
| 1988 | 180  |
| 2001 | 96   |
| 2009 | 68   |

Мова
Розподіл населення за рідною мовою за даними всеукраїнського перепису населення 2001 року був наступним:
| українська | 93 | 96,87 |
| російська  | 3  | 3,13  |

## Назва
Існує дві версії походження назви. За однією з них, назва має тюркське походження і сягає корінням монголо-татарської навали, а саме слово «зікрачі» означає «килим». За іншою — це видозмінена назва «Зіркачі», у свою чергу, пояснюється формою розходження балок, які оточують село та за формою нагадують зірку.

## Історія
Про історію заснування Зікрачів відомостей не знайдено. Перші письмові згадки про село знаходимо у візиті Канівського деканату за 1734 рік. На той час у Зікрачах налічувалося 60 дворів. Під час Другого поділу Речі Посполитої у 1793—1796 роках до Київського намісництва, Російської імперії були приєднані прикордонні землі Київського воєводства Речі Посполитої та утворено Білоцерківський округ до складу якого увійшли й Зікрачі. Від 1797 року село у складі Київського повіту, Київської губернії, Російської імперії, а у XIX столітті — належало до Халчанської волості Київського повіту Київської губернії.
Про село згадується і у «Сказаннях про населені місцевості Київської губернії» Лаврентія Похилевича за 1864 рік: «Зікрачі село при вершинах струмка Леглич, а від Панікарчі за 4 версти. Землі при селі Зікрачах та Юшках, які нещодавно перебували за Генрієтою Ротермунд, 3160 десятин. Жителів обох статей у 95 дворах православних 900, римських 7, євреїв 26. У 1740 році у Зікрачах було 60 дворів; 1792 року — 68 дворів та 631 мешканців обох статей. У минулому столітті Зікрачі належали до Ржищівського маєтку. Наприкінці століття Якову-Анастасію Вороничу — мечнику Овруцькому, потім каштеляну Київському та його вдові. У поточному столітті Зікрачі з Юшками належали Генрієзі Ротермунд, яка продала це село у 1855 році підполковнику Гавриїлу Петровичу Рєпіну.
Церква Успенська, дерев'яна, 4-го класу; землі має указну пропорцію; побудована, як значиться у візиті за 1740 рік Канівського деканату, у 1730 році без сумніву на місце найдавнішої, бо тодішній її священик висвячений до неї в Уневі ще у 1729 році за презентом Йосипа Воронича, підчашого Овруцького. У згаданому візиті записано, що Зикрачанський священик через 11 років після свого висвячення, тобто у 1840 році, був посланий візитатором на десять днів до Канівського декана для навчання уніатського богослужіння. Отже, до цього часу він був православним.
До Зікрачанської парафії зараховані села Воронівка та Юзефівка…».
У «Списку населених місць Київської губернії» за 1900 рік зазначено: «У ньому дворів – 289, мешканців обох статей — 1618 осіб, з них чоловіки – 813 та жінок – 805. Головне заняття мешканців – хліборобство. Крім того, деякі селяни вирушають на заробітки до Херсонської та Катеринославської губернії. Відстань від повітового міста до села – 70 верст, від найближчої залізничної станції – 40 верст, пароплавної, поштово-телеграфної та поштової (земської) – 8 верст. Залізнична станція зветься «Миронівка», пароплавна, поштово-телеграфна та поштова (земська) — знаходяться у місті Ржищеві. У Зікрачах значиться землі — 1889 десятин, їх належить: поміщикам — 794 десятини, церквам — 43 десятини і селянам — 1052 десятини. Господарство ведеться у поміщика та селян за трипільною системою.
На початку XX століття село належало спадкоємцям поміщика Костянтина Гавриловича Рєпіна. Керуючим у маєтку був Олександр-Йосафат Олександрович Байковський. На той час у селі діяли: православна церква, школа грамоти, 6 вітряків та 3 кузні. Функціювала невелика пожежна частина.
Радянську владу у Зікрачах встановлено у 1920 році і того ж року утворено Зікрачівську сільську раду, Ржищівського району, Київської округи. Організаторами першого комсомольського осередку в селі були С. К. Перебійніс та Н. І. Пиленко. У 1924 році С. В. Сушком, С. М. Штепенком, Д. К. Васильківським організований ТСОЗ, який очолив С. В. Сушко. У 1929—1930 роках, з урахуванням всіх господарств створено колгосп «Нове життя». 1929 року у селі з'явився перший трактор і перші трактористи — Прокіп Тимофійович Васильківський та Федот Артемович Могила.
Газета «Колективна нива» (№ 82 від 4 серпня 1932 року; № 89 від 26 серпня 1932 року; № 93 від 9 вересня 1932 року; № 98 від 24 вересня 1932 року; № 114 від 16 листопада 1932 року та № 47 від 21 травня 1933 року повідомляла, що колгосп «Новий Шлях» села Зікрачі занесено на «чорну дошку», тобто село було заблоковане спецзагонами та військами, заборонявся виїзд населення за його межі та вилучалися усі харчі, а також заборонялася торгівля. За свідченнями очевидців загальна кількість померлих від Голодомору 1932—1933 років у Зікрачах становила 60 осіб. Жертви Голодомору поховані у спільній могилі на сільському цвинтарі, де у листопаді 2008 року встановлені хрест та пам'ятна таблиця, у 2009 році біля церкви Успіння Пресвятої Богородиці встановлений пам'ятник жертвам Голодомору.
Під час німецько-радянської війни 120 чоловіків мобілізовано до лав Червоної армії, 62 з них загинули на фронтах цієї війни. На примусові роботи до Німеччини з Зікрачів було вивезено понад 113 односельців, переважно молодих хлопців та дівчат, частина з яких там загинула. 6 січня 1944 року Зікрачі було звільнено від німецької окупації. На другий день, 7 січня, відновлено роботу сільської ради.
10 серпня 1954 року був виданий Указ Президії Верховної Ради УРСР «Про укрупнення сільських рад депутатів трудящих в Київській області», відповідно до якого у Кагарлицькому районі Київської області об'єднано Зікрачівську та Стрітівську сільські ради — у Стрітівську сільську раду з центром у селі Стрітівка
. 20 грудня 1960 року прийнято рішення виконавчого комітету Київської обласної ради депутатів трудящих № 495 «Про адміністративно-територіальні зміни у Ржищівському районі», відповідно до якого село Зікрачі Стрітівської сільської ради Ржищівського району передані у підпорядкування Халчанській сільській раді. 30 грудня 1962 року був виданий Указ Президії Верховної Ради УРСР «Про укрупнення сільських районів Української РСР», відповідно до якого був скасований Ржищівський район, а усі сільські ради колишнього району приєднані до Кагарлицького району Київської області, у тому числі й Халчанська сільська рада. У 1960—1992 роках село належало до колгоспу імені Кірова з центральною садибою у селі Халча. У 1992 році Зікрачі відокремилися від колгоспу, а на базі відокремленого господарства 14 вересня 1992 року створено виправну установу ЮА-45/115, для осіб, що є засудженими вперше до позбавлення волі і скоїли злочини з необережності. 2 листопада 1999 року установу ЮА-45/115 було перейменовано на Кагарлицьку виправну колонію управління Державного департаменту України з питань виконання покарань в м. Києві та Київській області (№ 115). 12 грудня 2003 року установу було перейменовано на Кагарлицьку виправну колонію управління Держдепартаменту України з питань виконання покарань у м. Києві та Київській області (№ 115) мінімального рівня безпеки з полегшеними умовами тримання. Нині тут відбувають покарання засуджені за смертельні ДТП.
6 травня 1993 року на 13 сесії XXI скликання прийнято рішення Київської обласної ради народних депутатів «Про часткові зміни в адміністративно-територіальному устрої окремих районів області», відповідно до якого у Кагарлицькому районі утворена Зікрачівська сільська рада.
На сьогодні у селі діють фельдшерсько-акушерський пункт та магазин. Будується нова церква.

## Пам'ятки, визначні місця

### Церква Успіння Пресвятої Богородиці
Дерев'яна церква Успіння Пресвятої Богородиці збудована у 1730 році. До неї були приписані села Воронівка та Юзефівка. За метричними записами за жовтень 1850 року парафіяльним священиком був о. Іоан Василій Клебановський, стихарним дячком Євменій Домницький.

### Меморіали, пам'ятники
- Пам'ятник жертвам геноциду українського народу, встановлений у 2009 році за сприяння Антона Коломійця, біля церкви Успіння Пресвятої Богородиці[18]. Автор проєкту — скульптор Михайло Горловий[14].
- Хрест та пам'ятну таблицю встановлені у листопаді 2008 року на сільському цвинтарі на місці спільного поховання жертв голодомору 1932—1933 років[14].
- Братська могила жертв німецько-радянської війни на сільському цвинтарі[21].

## Події
26 травня 2016 року в Національному центрі народної культури «Музей Івана Гончара» у Києві відбувся мистецький вечір «Зікрачі — село з вікнами до сонця». Під час заходу відбулася презентація книжки Павла Малєєва «Зікрачі». Також пройшли виставки малярських робіт самобутнього місцевого художника Бориса Дегтярьова, зокрема, мальовничі краєвиди села Зікрачі та місцевих вишиваних рушників середини XX століття.

## Археологічні розвідки
У XIX столітті поблизу села виявлено одинадцять курганів. Під час розкопок одного з них виявлено срібні денарії часів панування римських імператорів Траяна та Марка Аврелія, а також 10 інших римських монет.

## Відомі люди
- Дегтярьов Борис Степанович (22 вересня 1934, Зікрачі — 21 вересня 2023) — поет, художник, почесний член Національної спілки художників України[24].